# Chiến dịch Polotsk
Chiến dịch Polotsk (29 tháng 6 - 4 tháng 7 năm 1944) là một chiến dịch quân sự diễn ra trong chiến tranh Xô-Đức do Hồng quân Liên Xô tổ chức nhằm tấn công vào quân đội Đức Quốc xã. Lực lượng tham gia chiến dịch là Phương diện quân Baltic 1. Chiến dịch Polotsk là một phần của chuỗi chiến dịch giải phóng Byelorussia mang tên "Bagration".

## Binh lực và kế hoạch

### Quân đội Liên Xô

#### Binh lực
Phương diện quân Baltic 1 do đại tướng I. Kh. Bagramyan làm tư lệnh, trung tướng V. V. Kurasov) làm tham mưu trưởng:
- Tập đoàn quân xung kích 4 của trung tướng P. F. Malyshev, thành phần gồm có:
  - Bộ binh: 7 sư đoàn và 1 lữ đoàn
  - Pháo binh: 1 lữ đoàn lựu pháo, 1 trung đoàn pháo chống tăng, 2 trung đoàn súng cối, 3 trung đoàn pháo phòng không
  - Thiết giáp: 1 trung đoàn cơ giới, 1 tiểu đoàn xe tăng
- Tập đoàn quân 43 của trung tướng A. P. Beloborodov, thành phần gồm có:
  - Bộ binh: 8 sư đoàn
  - Pháo binh: 2 lữ đoàn pháo nòng dài, 2 trung đoàn lựu pháo, 1 lữ đoàn và 1 trung đoàn pháo chống tăng, 2 lữ đoàn và 1 trung đoàn súng cối, 1 sư đoàn và 2 trung đoàn pháo phòng không.
  - Thiết giáp: 2 lữ đoàn và 1 trung đoàn xe tăng, 2 trung đoàn pháo tự hành, 1 trung đoàn xe bọc thép.
- Tập đoàn quân cận vệ 6 của thượng tướng I. M. Chistyakov, thành phần gồm có:
  - Bộ binh: 9 sư đoàn
  - Pháo binh: 1 sư đoàn hỗn hợp, 1 sư đoàn và 1 lữ đoàn pháo nòng dài, 2 trung đoàn lựu pháo, 2 trung đoàn pháo chống tăng, 1 sư đoàn và 3 trung đoàn súng cối, 2 sư đoàn và 1 trung đoàn phòng không.
  - Thiết giáp: 2 lữ đoàn và 3 trung đoàn xe tăng, 2 trung đoàn pháo tự hành.
- Quân đoàn xe tăng 1 của tướng Kirichenko gồm các lữ đoàn xe tăng 89, 117, 159; Lữ đoàn cơ giới 44; các trung đoàn pháo tự hành 1437, 1514; các tiểu đoàn cơ giới 10 (cận vệ), 86; Trung đoàn súng cối 108; Trung đoàn phòng không 1720
- Tập đoàn quân không quân 3 của trung tướng không quân N. F. Papivin, thành phần gồm có:
  - Máy bay tiêm kích: 3 sư đoàn và 1 trung đoàn
  - Máy bay cường kích: 3 trung đoàn.
  - Máy bay ném bom: 1 sư đoàn và 2 trung đoàn

#### Kế hoạch
Trong tuần đầu tiên của Chiến dịch Bagration, cánh phải Phương diện quân Pribaltic 1 (chỉ có Tập đoàn quân xung kích 4) đã bất lực khi công phá tuyến phòng thủ của quân Đức tại phía Đông Polotsk. Đó là vì họ đã tập trung những binh đoàn mạnh nhất, những vũ khí có sức đột phá mạnh nhất bao gồm cả Quân đoàn xe tăng 1 và các trung đoàn Katyusha vào việc phối hợp với Phương diện quân Byelorussia 3 để bao vây và tiêu diệt chủ lực Tập đoàn quân xe tăng 3 (Đức) trên hướng Vitebsk. Tuy nhiên, sau khi phối hợp với Phương diện quân Byelorussia 3 hoàn thành nhiệm vụ thanh toán cụm cứ điểm Vitebsk, mở ra đột phá khẩu ở cánh Bắc của Cụm Tập đoàn quân Trung tâm (Đức), Phương diện quân Pribaltic 1 có điều kiện tập trung toàn lực để thanh toán nốt cụm quân Đức tại Polotsk, tiếp tục khoét sâu lỗ thủng tại địa đoạn tiếp giáp giữa Cụm Tập đoàn quân Trung tâm và Cụm Tập đoàn quân Bắc (Đức); đồng thời thực hiện tốt hơn nhiệm vụ che chắn sườn phải cho Phương diện quân Byelorussia 3 bằng cách chặn trước các đòn phản kích mà Cụm Tập đoàn quân Bắc (Đức) có thể triển khai nếu không gặp phải một sức ép từ hướng Polotsk - Daugavpins.
Mục tiêu của Phương diện quân Pribaltic 1 trong chiến dịch Polotsk chính là cụm quân Đức đồn trú tại thành phố cùng tên, một điểm dân cư lớn đồng thời là trung tâm đầu mối đường sắt quan trọng nằm bên bờ sông Dvina Tây tại vùng Đông Bắc Byelorussia. Theo kế hoạch, Phương diện quân Pribaltic 1 sẽ tấn công Polotsk bằng hai mũi đột kích hợp điểm, sau đó tiến tới bao vây và tiêu diệt toàn bộ quân Đức đồn trú trong thành phố. Mũi đột kích cánh phải là mũi phụ công do Tập đoàn quân xung kích 4 thực hiện từ Lysaya theo hướng Đông - Tây nhằm vào phía Bắc Polotsk. Mũi đột kích cánh trái do Tập đoàn quân cận vệ 6 thực hiện từ vùng hồ Ushachiskoye vượt sông Ushacha tấn công lên Disna và Germanovichi; một bộ phận tấn công lên Tây Bắc Polotsk. Quân đoàn xe tăng 1, đơn vị đột kích chủ lực của phương diện quân được bố trí trên hướng này. Nhiệm vụ trước mắt của quân đoàn là đột phá vào Verchino, cắt đứt đường sắt từ Molodechno đi Polotsk, ngăn chặn lực lượng tiếp viện của quân Đức từ phía Tây sang và cũng chặn đường rút lui thuận tiện nhất của cụm quân Đức tại Polotsk về phía Tây. Sau đó sẽ tiếp tục tấn công dọc theo hai bên bờ song Disna. Tập đoàn quân 43 không được giao nhiệm vụ đánh chiếm Polotsk mà phải tổ chức các mũi tấn công sang phía Tây dọc theo kinh tuyến 55 (Bắc) nhằm khép chặt bên sườn trái của Phương diện quân Pribaltic 1 với sườn phải của Phương diện quân Pribaltic 3.

### Quân đội Đức Quốc xã

#### Binh lực
Tàn quân của Cụm tập đoàn quân Trung tâm (Đức) gồm có:
- Tàn quân của Tập đoàn quân xe tăng 3 do thượng tướng Georg-Hans Reinhardt) chỉ huy thuộc cánh Bắc của Cụm Tập đoàn quân Trung tâm.
  - Một bộ phận tàn quân của Quân đoàn bộ binh 9 của trung tướng pháo binh Rolf Wuthmann gồm Cụm tác chiến phòng ngự của thiếu tướng Eckhardt (tương đương trung đoàn) và Cụm tác chiến Cư đoàn bộ binh 95 (tương đương trung đoàn).
  - Tàn quân của Quân đoàn bộ binh 6 do thiếu tướng pháo binh Helmuth Weidling chỉ huy, gồm các nhóm quân lạc ngũ của các sư đoàn bộ binh 197, 256, 299 và Sư đoàn cơ giới 14 họp thành Cụm tác chiến Danz (cấp sư đoàn).

Một phần Tập đoàn quân số 16 (trung tướng pháo binh Christian Hansen) tăng viện từ Cụm Tập đoàn quân Bắc
- Quân đoàn bộ binh 1 do Trung tướng Carl Hilpert chỉ huy, phòng thủ trên địa đoạn từ hồ Nesherla đến Sirotino với trung tâm phòng ngự đặt tại Polotsk, biên chế gồm có:[6]
  -     - Sư đoàn bộ binh 87 của trung tướng Mauritz Freiherr von Strachwitz, gồm các trung đoàn bộ binh 173, 185, 187; Trung đoàn pháo binh 87; Trung đoàn chống tăng 187; Tiểu đoàn súng phun lửa 87; các tiểu đoàn cơ giới, súng cối, trinh sát, công binh, liên lạc.
    - Sư đoàn bộ binh 205 của thiếu tướng pháo binh Horst von Mellenthin, gồm các trung đoàn bộ binh 335, 353, 358; Trung đoàn pháo binh 205, Trung đoàn chống tăng 205, các tiểu đoàn cơ giới, súng cối, trinh sát, công binh, liên lạc.
    - Sư đoàn cảnh vệ 281 của trung tướng Wilhelm-Hunold von Stockhausen gồm Trung đoàn bộ binh 368, Trung đoàn cảnh vệ 107, Trung đoàn cảnh sát 9, Trung đoàn pháo binh 281; Tiểu đoàn xe tăng 281; các tiểu đoàn kỵ binh, súng cối, trinh sát, công binh, liên lạc.
- Cụm phòng thủ Polotsk gồm các sư đoàn cảnh vệ 220 và 221.

#### Kế hoạch
Chủ lực quân Đức phòng thủ tại Polotsk là Quân đoàn bộ bính 1. Đây là một trong số hơn 40 quân đoàn Đức luôn có mặt từ ngày 22 tháng 6 năm 1941 trên mặt trận Xô - Đức. Sau ba năm chiến đấu trên mặt trận Pribaltic và Leningrad, quân đoàn này đã trải qua 4 tướng chỉ huy và được bổ sung, tái biên chế nhiều lần. Sau khi cánh Bắc của Cụm tập đoàn quân Trung tâm (Đức) bị đánh tan trong chiến dịch Vitebsk, một số tàn quân Đức đã dạt về đây. Quân Đức bố trí phòng thủ ử Polotsk trên hai hướng. Hướng Đông Polotsk gồm hai tuyến phòng thủ kiến có. Tuyến ngoài từ phía Nam hồ Nesherdo và sông Drissa qua Lytsaya đến sông Tây Dvina. Sau Chiến dịch Vitebsk-Orsha, tuyến phòng thủ này đã bị chọc thủng mảng phía Nam từ khúc cong của sông Tây Dvina đến Sirotino, buộc Quân đoàn bộ binh 1 (Đức) phải tái bố trí tạm thời tuyến phòng thủ phía ngoài dọc theo sông Ushacha từ phía Nam Polotsk 15 km qua Ushachi đến Lepen bằng tàn quân các đơn vị thuộc Tập đoàn quân xe tăng 3 (Đức) đang tan tác sau khi bại trận ở Vitebsk. Các sư đoàn Đức buộc phải rải quân trên một chính diện lớn hơn, từ chỗ một sư đoàn Đức chỉ phải phòng thủ trên chính diện 6 đến 10 km thì đến nay, chính diện đó đã mở rộng lên đến 20, thậm chí 25 km.
Tuyến phòng thủ bên trong chính là vành đai phòng ngự xung quanh thành phố Polotsk gồm các sư đoàn cảnh vệ 220 và 221. Tất cả được đặt dưới sự chỉ huy chung của trung tướng pháo binh Christian Hansen, tư lệnh Tập đoàn quân số 16. Tổng binh lực của quân Đức tại khu vực Polotsk tương đương 6 sư đoàn. Vành đai phòng thủ Polotsk được dặt tên là "Con hổ" (Tiger). Ở khu vực nội đô thành phố, quân Đức đồn trú cũng dựng thêm một vành đai phòng ngự nữa gồm các tiểu đoàn SS và cảnh binh địa phương. Bộ tư lệnh Tập đoàn quân 16 (Đức) cho rằng, thế bố trí phòng ngự dày đặc trên địa hình phức tạp, nhiều đầm lầy và hồ tại đây sẽ tạo ra một hệ thống phòng thủ đủ mạnh để kìm chân quân đội Liên Xô. Điều này không phải là không có căn cứ khi từ ngày 23 tháng 6 đến ngày 26 tháng 6, Tập đoàn quân xung kích 4 thuộc Phương diện quân Pribaltic 1 đã dẫm chân tại chỗ trước cửa ngõ phía Đông Polotsk. Tuy nhiên, chỉ một tuần sau khi Vitebsk rơi vào tay quân đội Liên Xô một cách nhanh chóng cùng Tập đoàn quân xe tăng 3 (Đức) bị đánh tan thì cụm quân Đức tại Polotsk đứng trước nguy cơ bị tấn công từ 3 hướng với binh lực của 2 đến 3 tập đoàn quân Liên Xô.

## Diễn biến
Trong bốn ngày tạm ngừng chiến dịch để tập trung vào hướng Vitebsk, tướng I. Kh. Bagramian đã đề nghị các đội du kích đang hoạt động trong hậu phương quân Đức mở các cuộc tấn công phá hoại các tuyến giao thông liên lạc. Từ ngày 25 đến ngày 28 tháng 6, theo chỉ thị của P. K. Ponomarenko, Bí thư BCH Trung ương Đảng Cộng sản Byelorussia (hoạt động bí mật), 30 đội du kích Byelorussia với 15.000 quân đã đồng loạt mở các trận tấn công phá hoại đường sắt, nhà ga, kho hàng, cầu cống, lật đổ các đoàn tàu của quân Đức. Trên hướng Polotsk, Lữ đoàn du kích của trung tá I. I. Ryzhikov đã làm tê liệt tuyến đường sắt Polotsk - Idritsa và Polotsk - Daugavpins trong năm ngày, làm gián đoạn các hoạt động tiếp viện của Cụm tập đoàn quân Bắc cho Quân đoàn bộ binh 1 (Đức) dóng tại Polotsk.
Ngày 29 tháng 6, Phương diện quân Pribaltic 1 tiếp tục nổ súng, nối lại cuộc tấn công vào Polotsk. Trong ngày tấn công đầu tiên, Quân đoàn bộ binh 103 và Quân đoàn bộ binh cận vệ 23 của Tập đoàn quân cận vệ 6 và Quân đoàn xe tăng 1 đã mở được của đột phá sâu đến 18 km trên hướng Vetrinno - Disna, cắt đứt đường sắt Polotsk - Molodechno. Bị đánh bất ngờ từ sau lưng khi phòng tuyến tạm thời do tàn quân của các Quân đoàn bộ binh 6 và 9 (Đức) không thể chống đỡ nổi, tướng Carl Hilpert phải điều Trung đoàn pháo chống tăng 205, Tiểu đoàn súng phun lửa 87 và Tiểu đoàn xe tăng 281 ra hướng Vetrino chặn kích nhưng tất cả các đợt phản kích của quân Đức đều bị đánh bại. Quân đoàn xe tăng 1 (Liên Xô) tiếp tục tăng tốc độ đột phá đến tuyến sông Disna với mục tiêu nhanh chóng cô lập cụm quân Đức tại Polotsk.
Ở hướng Đông Bắc Polotsk, ngày 29 tháng 6, Tập đoàn quân xung kích 4 được tăng viện Quân đoàn bộ binh 100 của thiếu tướng D. V. Mikhailov được lấy từ lực lượng dự bị của Phương diện quân Pribaltic 1 đã vượt qua sông Sosnitsa, điều mà trước đó mấy ngày, họ chưa làm được. Sau khi đánh bại Sư đoàn bộ binh 205 (Đức) trên hướng Dokhnar, ngày 30 tháng 7, Quân đoàn bộ binh 100 (Liên Xô) đã có mặt ở phía Bắc Polotsk, cách thành phố không đầy 10 km khóa chặt con đường rút lui lên phía Bắc của Quân đoàn bộ binh 1 (Đức). Đêm 30 tháng 6 rạng ngày 1 tháng 7, Lữ đoàn xe tăng 159 và Lữ đoàn cơ giới 44 của Quân đoàn xe tăng cận vệ 1 (Liên Xô) bất ngờ đột nhập vào thị trấn Disna trên ngã ba sông Tây Dvina - Disna. Quân Đức dã phá nổ cây cầy bắc qua sông Disna tại đây. Nhưng chỉ nửa ngày sau, Tiểu đoàn công binh 94 đã lắp ghép xong chiếc cầu phao trong tải 40 tấn ở phía Nam Vostsevichi dưới sự yểm hộ của hỏa lực xe tăng và pháo phòng không. Ngày 2 tháng 7, Lữ đoàn xe tăng 159 và Lữ đoàn cơ giới 44 (Lien Xô) đã qua sông trên cây cầu này. Trong hai ngày sau đó, Sư đoàn bộ binh 87 và Sư đoàn cảnh vệ 281 (Đức) liên tục tổ chức phản kích nhằm hất xe tăng 1 trở lại bên kia sông Disna và mở thông con đường rút lui dọc theo sông Tây Dvina nhưng vô hiệu. Ngày 4 tháng 7, Lữ đoàn xe tăng 159 đã tiếp cận ngã ba sông Drissa - Tây Dvina. Trước sức ép của quân đội Liên Xô, tàn binh của các quân đoàn số 9 và số 6 (Đức) bị dồn về phía Polotsk. Các đội du kích Liên Xô sau lưng quân Đức cũng hoạt động mạnh mẽ, tập kích, quấy nhiễu các toán quân Đức rút chạy, nhiều khi tấn công cả những nhóm lớn quân Đức đang triệt thoái.
Ngày 1 tháng 7, cánh trái của Quân đoàn xe tăng 1 gồm các lữ đoàn xe tăng 89, 117 và trung đoàn pháo tự hành 1437 phối hợp với Quân đoàn bộ binh 103 (Tập đoàn quân cận vệ 6) tấn công Germanovichi và chiếm được nguyên vẹn cây cầu qua sông Disna. Lữ đoàn xe tăng 89 và các sư đoàn bộ binh 154 và 270 lập tức tổ chức vượt sông tiến đánh Opsa. Sau khi Sharkovsina ngày 2 tháng 7, Lữ đoàn xe tăng 117, Trung đoàn pháo tự hành 1437 cùng Sư đoàn bộ binh 29 tấn công dọc theo bờ Bắc sông Disna và đến chiều ngày 4 tháng 7 đã đánh chiếm thị trấn Kozyany. Không có một cuộc phản công đáng kể nào của quân Đức trên hướng này.
Ở phía Nam sông Disna, tướng A. P. Beloborodov chia Tập đoàn quân 43 làm hai cánh tấn công song song về phía Tây. Ngày 29 tháng 6, từ đầu cầu Usachi, Quân đoàn bộ binh 1 cùng các lữ đoàn xe tăng cận vệ 10 và 39 tấn công vào thị trấn Podsvilye, đánh chiếm nhà ga và hơn 50 toa tàu chở đầy hàng quân sự Đức đang kẹp lại tại đó. Ngày 1 tháng 7, cánh quân này tiếp tục đánh chiếm nhà ga đầu mối Glubokoye và tấn công dọc theo đường sắt về phía Tây. Ngày 3 tháng 7, Lữ đoàn xe tăng cận vệ 10 đã có mặt ở cửa ngõ thành phố Postavy. Cánh trái của Tập đoàn quân 43 gồm Quân đoàn bộ binh cùng các trung đoàn pháo tự hành 377 (cận vệ) và 1203 từ Lepen đã vượt qua khu đầm lầy ở thượng nguồn sông Berezina, đánh chiếm Dokshitsy và Parafyanovo ngày 1 tháng 7. Đến ngày 3 tháng 7, Quân đoàn bộ binh 92 đã tiến đến khu hồ Naroch.
Trước tình hình các phòng tuyến bị quân đội Liên Xô tràn ngập, tướng Reinhardt vội vã ném các lực lượng dự bị còn lại là hai sư đoàn an ninh cảnh vệ ra mặt trận phía Bắc Polotsk nhằm cứu vãn tình thế. Đồng thời, theo lời thỉnh cầu của thống chế Walter Model, tư lệnh Cụm Tập đoàn quân Trung tâm, các sư đoàn bộ binh số 290 và 81 của Cụm Tập đoàn quân Bắc được gấp rút điều về Polotsk. Bằng các lực lượng hậu tuyến và viện binh, quân Đức dựng vội một vành đai phòng ngự bên ngoài, yểm trợ cho lực lượng còn lại rút vào bên trong thành phố. Ở phía Nam của khu vực, tàn binh của quân đoàn số 9 (sư đoàn bộ binh số 252 cùng cụm tác chiến D) và Quân đoàn bộ binh 6 (chủ yếu là tàn binh của sư đoàn bộ binh số 95) tiếp tục kháng cự yếu ớt. Tốc độ tiến công của quân đội Liên Xô không giảm nhưng tốc độ rút lui của quân Đức dọc sông Tây Dvina cũng diễn ra rất nhanh. Một binh sĩ sống sót thuộc Sư đoàn bộ binh 252 (Đức) miêu tả cuộc tháo chạy vội vã này là "cuộc chạy đua về phía Tây, với nỗ lực nhằm chạy nhanh hơn các đơn vị Xô Viết vốn đang chạy nhanh hết mức mà hệ thống hậu cần của họ có thể cho phép. Sư đoàn của tôi đã phải chạy gần 500 cây số".
Sáng ngày 1 tháng 7, các mũi tấn công của bộ đôi tập đoàn quân xung kích 4 và cận vệ 6 của Phương diện quân Pribaltic 1 bắt đầu công kích Polotsk với sự tham gia của các quân đoàn bộ binh 100 và 83 thuộc Tập đoàn quân xung kích 4, phối hợp với các quân đoàn bộ binh cận vệ 2 và 23 của Tập đoàn quân cận vệ 6. 2 lữ đoàn và 3 trung đoàn xe tăng cùng 2 trung đoàn pháo tự hành của Tập đoàn quân cận vệ 6 cũng được tung vào trận đánh chiếm Polotsk. Cụm quân Đức còn lại trong thành phố cố gắng tổ chức phòng thủ vòng tròn và kháng cự kịch liệt nhưng không trụ được lâu. Ngày 2 tháng 7 hai Tập đoàn quân Xô Viết đã xuyên thủng phòng tuyến quân Đức và đột nhập vào thành phố, quét sạch toàn bộ quân Đức khỏi bờ Nam sông Tây Dvina. Cùng ngày 2 tháng 7, một cuộc chiến nhằm giành giật chiếc cầu đường sắt chính bắc ngang qua sông Tây Dvina diễn ra giữa Sư đoàn bộ binh 290 (Đức) với Quân đoàn bộ binh cận vệ 23 (Liên Xô). Xế chiều cùng ngày, trung đoàn bộ binh cận vệ 156 (Liên Xô) đã kịp thời đánh chiếm được cây cầu trước khi nó bị quân Đức phá sập. Sáng hôm sau (3 tháng 7), Quân đoàn bộ binh cận vệ 2 của Tập đoàn quân cận vệ 6 đã tận dụng chiếc cầu vượt qua bờ Bắc sông Tây Dvina và bắt đầu các trận đánh chiếm từng con phố. Sau một ngày kịch chiến, phần lớn quân Đức đồn trú trong Polotsk bị tiêu diệt hoặc bị bắt, một số ít bỏ thành phố tháo chạy theo bờ Bắc sông Tây Dvina về Drissa. Polotsk được giải phóng ngày 4 tháng 7.

## Kết quả và đánh giá

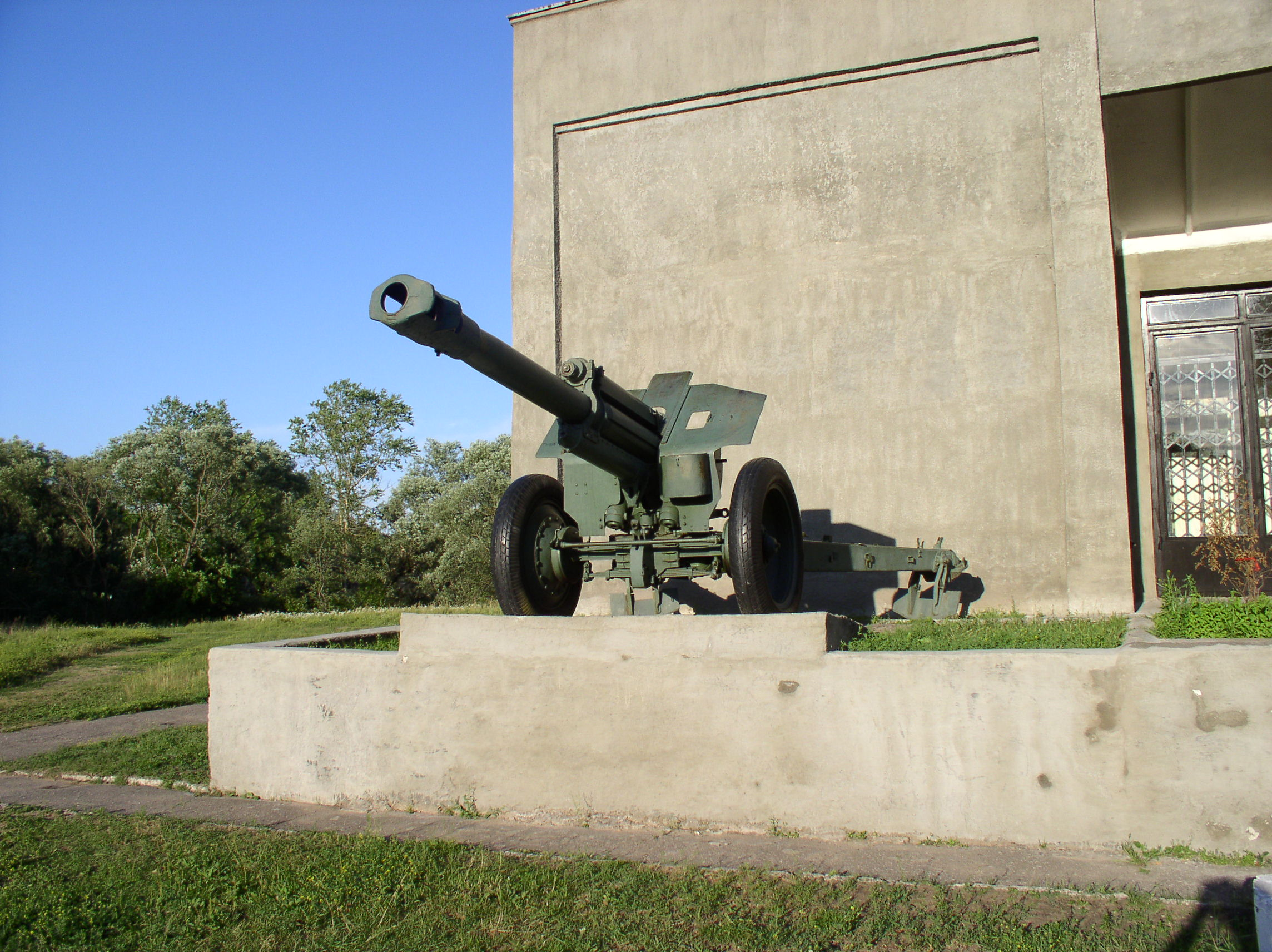
Khẩu pháo 152 mm kiểu 1943 kỷ niệm Chiến dịch Polotsk bên thềm Bảo tàng Danh dự quân sự Polotsk

Trong vòng 6 ngày, quân đội Liên Xô đã tiến sâu 120-160 cây số, giải phóng Polotsk, chiếm lĩnh tuyến Braslav - Opsa - Kozyany - Hồ Naroch, đánh tan 6 sư đoàn Đức, tiêu diệt 37.000 quân địch và bắt 7.000 tù binh cùng nhiều chiến lợi phẩm. Chiến dịch đã thủ tiêu một cứ điểm mạnh nằm sát cạnh sườn của Phương diện quân Pribaltic 1, đánh chiếm một đầu mối giao thông đường sắt quan trọng và khiến sườn trái Cụm Tập đoàn quân Bắc bị hở, dễ tổn thương trước các đợt tấn công của quân đội Liên Xô. Chiến dịch còn có thể phát huy chiến quả lớn hơn nữa và quân Đức ở Polotsk sẽ không thể tháo chạy theo hướng sông Tây Dvina nếu Phương diện quân Pribaltic 2 do tướng A. I. Yeryomenko chỉ huy bên cánh phải của Phương diện quân Pribaltic 1 chủ động tấn công quyết liệt hơn chứ không hành động một cách "uể oải" như vậy. A. M. Vasilevski, đại điện của Đại bản doanh tại hướng Tây Bắc chiến dịch Bagration đã mấy lần khẩn khoản "nhờ" I. V. Stalin đặt ra ra thời hạn tấn công cho A. I. Yeryomenko. Và đến ngày 6 tháng 7, bằng sức ép của Tổng tư lệnh tối cao, I. V. Stalin mới buộc A. I. Yeryomenko phải chấp nhận thời hạn chót để chuyển sang tấn công trước ngày 10 tháng 7.

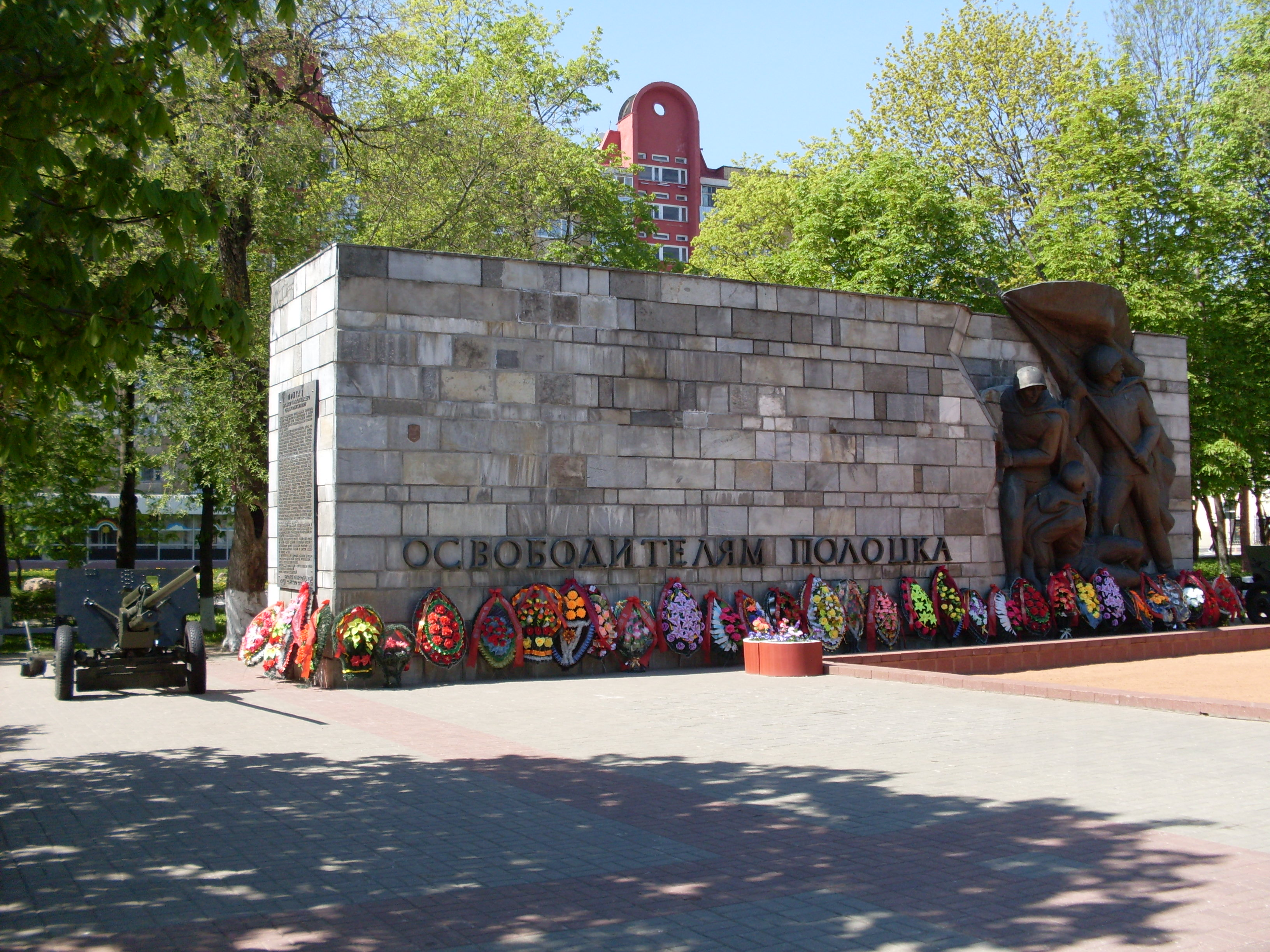
Đài tưởng niệm các chiến sĩ quân đội Liên Xô giải phóng Polotsk trong Chiến tranh vệ quốc vĩ đại

Sự chậm trễ của A. I. Yeryomenko đã đem lại điều may mắn duy nhất của quân Đức: Không có một "cái chảo" được hình thành ở Polotsk. Chỉ huy lực lượng đồn trú, tướng Karl Hilpert đã hạ lệnh cho quân rút lui sớm khỏi "pháo đài" Polotsk trước nguy cơ bị bao vây. Tuy nhiên trong trận đánh này Phương diện quân Pribaltic 1 cũng bắt được đến 7.000 tù binh. Và thất bại tại Polotsk đã khiến cho thượng tướng Georg Lindemann, tư lệnh Cụm Tập đoàn quân Bắc bị huyền chức.
Sự trễ nải của tướng A. I. Yeryomenko không chỉ làm cho giãn cách giữa cánh phải của Phương diện quân Pribaltic 1 với cánh trái của Phương diện quân Pribaltic 2 rộng ra đến gần 100 km mà còn làm cho Bộ chỉ huy Cụm tập đoàn quân Bắc (Đức) có thời gian rút bớt Sư đoàn xe tăng 12, Sư đoàn bộ binh 81 và một số lực lượng tăng cường từ các Tập đoàn quân 16 và 18 kéo về thiết lập cụm phòng thủ kiên cố tại Daugavpins, uy hiếp bên sườn hướng tấn công của Phương diện quân Pribaltic 1. Để tiếp tục tấn công, STAVKA buộc phải có sự điều chỉnh thành phần của các phương diện quân Pribaltic 1 và 2. Sau khi giải phóng Polotsk, Tập đoàn quân xung kích 4 được chuyển giao cho Phương diện quân Pribaltic 2. Ngày 7 tháng 7, Phương diện quân Byelorussia 3 chuyển giao Tập đoàn quân 39 cho Phương diện quân Pribaltic 1. Ngày 14 tháng 7, Tập đoàn quân cận vệ 2 và Tập đoàn quân 51 được điều động từ lực lượng dự bị của STAVKA đến Phương diện quân Pribaltic 1. Ranh giới giữa hai phương diện quân Byelorussia 3 và Pribaltic 1 được dịch chuyển xuống phía Nam 60 cây số. Tất cả các biện pháp này nhằm củng cố và chuẩn bị binh lực cho hướng tấn công kế tiếp của Phương diện quân Pribaltic 1 vào khu vực ven biển Baltic.

## Tưởng niệm và ghi công

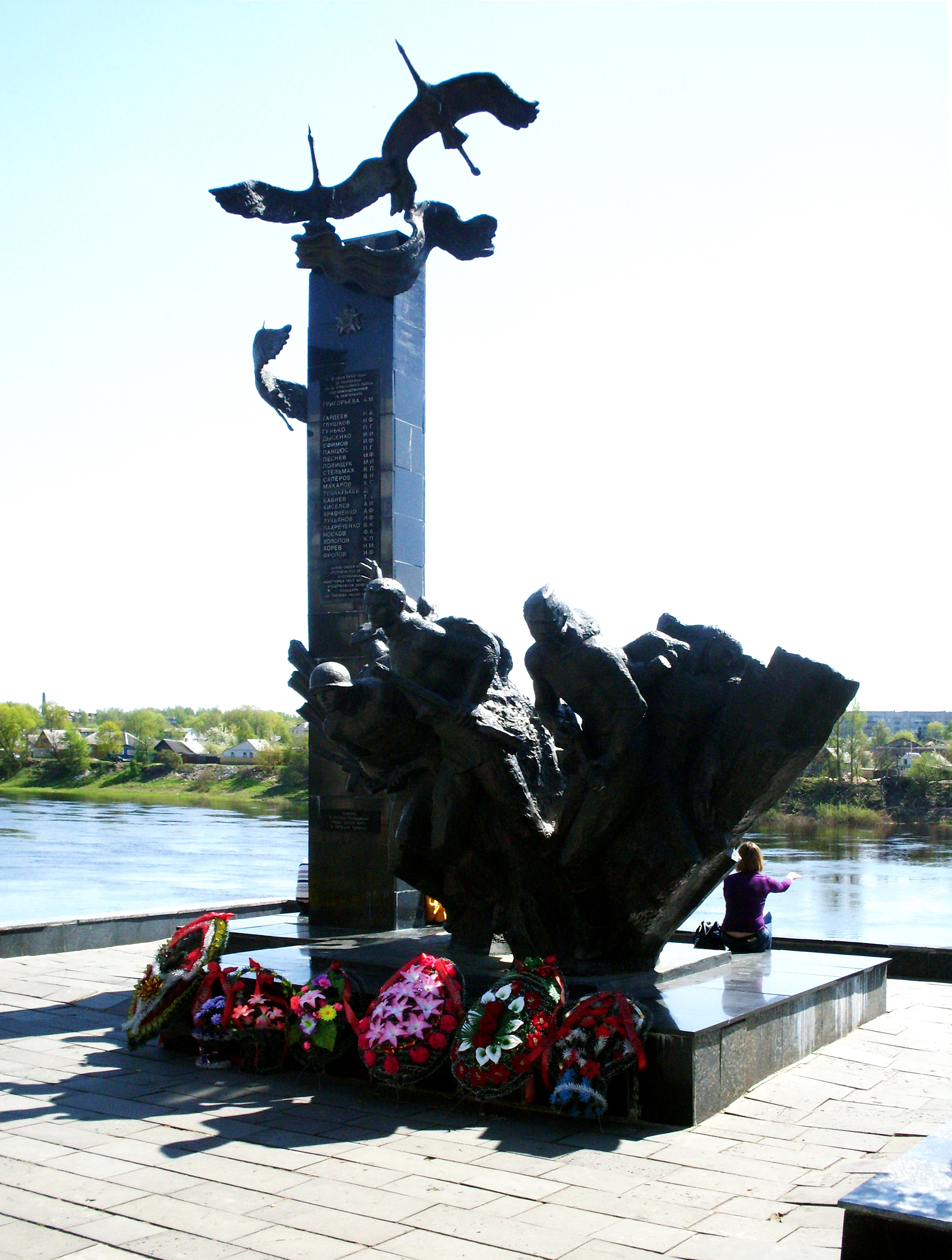
Đài tưởng niệm 23 chiến sĩ thuộc trung đội cận vệ của A. M. Grigoryev.

Bộ Tổng tư lệnh Tối cao Liên Xô đã ra mệnh lệnh trao thưởng danh hiệu "Polotsk" cho 31 đơn vị quân đội có thành tích chiến đấu xuất sắc trong chiến dịch giải phóng Polotsk. 30 quân nhân Liên Xô cũng được trao tặng danh hiệu Anh hùng Liên Xô trong chiến dịch này.
Một con đường trong thành phố Polotsk được đặt tên Gagarin để ghi công Phương diện quân Baltic 1. Tại Quảng trường Tự do trong thành phố, một đài tưởng niệm các chiến sĩ giải phóng Polotsk được xây dựng. Gần tuyến đường bộ đi từ Minsk đến Polotsk, một đài tưởng niệm được dựng lên với một chiếc xe tăng T-34 được đặt trên bệ đài, nhằm tưởng niệm tổ lái của chiến sĩ V. D. Khalev - anh hùng Liên Xô, người đầu tiên đột phá vào thành phố.
Năm 1966, bên bờ Tây của sông Dvina Tây (sông Daugava), một Đài tưởng niệm Những người bất tử được dựng lên để tưởng niệm các nạn nhân của cuộc chiến tranh. Mảnh đất tại khu vực này cũng là nghĩa trang của những liệt sĩ Liên Xô hi sinh tại chiến trường Byelorussia.
Năm 1971, Bảo tàng Danh dự Quân sự Polotsk được khánh thành.
Đồng thời, nhằm ghi công 23 chiến sĩ thuộc trung đội cận vệ do A. M. Grigoryev chỉ huy - lực lượng đã đánh chiếm và trấn giữ cây cầu duy nhất bắc qua sông Dvina Tây dẫn vào nửa phía Tây của thành phố - một trụ tưởng niệm được dựng lên tại cây cầu. Trên cột gắn một phiến đá cẩm thạch khắc tên những liệt sĩ đã hi sinh trong trận đánh chiếm cây cầu đó. Một con đường ở Polotsk cũng được đặt tên nhằm ghi danh chiến công của trung đội của Grigoryev.
Nhạc sĩ, nhà văn, Yuri Iosifovich Vizbor đã sáng tác bài hát "Giá trị của mạng sống" nhằm tưởng nhớ đến công lao của trung đội của A. M. Grigoryev.